# Modiolus capax
Modiolus capax är en musselart som först beskrevs av Conrad 1837.  Modiolus capax ingår i släktet Modiolus och familjen blåmusslor. Inga underarter finns listade i Catalogue of Life.